# 土公增二
土公增二，即双鱼座34（34 Psc）是双鱼座的一个双星系统，视星等为+5.535，距离地球约305光年。